# Newtownards
Newtownards (en irlandais Baile Nua na hArda) est une ville d'Irlande du Nord (Royaume-Uni) située dans le comté de Down sur la rive nord du Strangford Lough au cœur de la péninsule d'Ards à seize kilomètres à l’est de Belfast. Newtonards est la plus grande ville de l’Ards Borough Council. D’après le recensement de 2001, sa population s’élève à 27 821 habitants. Approximativement 86 % de la population est protestante contre 9 % de catholiques.

## Histoire
En 545, Finnian de Moville fonde un monastère à proximité de ce qui est maintenant Newtonards. Il le nomme Movilla (Magh Bile, "la plaine de l’arbre sacré," en irlandais) ce qui suggère que le site était auparavant un site sacré païen. Ce monastère est détruit par un raid viking quelque temps après 824. Les moines se regroupent avec ceux de Bangor et fondent un monastère de l’ordre des Augustins. Ce nouveau monastère est razzié par Hugh O'Neill. La petite agglomération connue alors sous le nom de Movilla disparait. La région alentour est ensuite connue sous le nom de Ballylisnevin, la ville du fort de la famille de Nevin. Les Normands fondent à ce même endroit une ville autour de 1226 et la nomment Nove Ville de Blathewyc d’après le nom d’un ancien territoire irlandais et établissent un prieuré dominicain. La ville déclina et autour de 1400, alors que la région était contrôlée par le clan O’Neill, la ville est abandonnée.
En 1605, Hugh Montgomery, premier Vicomte des Great Ardes reçoit en donation les terres de la région et décide de reconstruire ce qui s’appelle alors Newtown, nom plus tard étendu en Newtownards. Les documents officiels montrent que la ville a été créée en 1606. Montgomery se construit une résidence dans les ruines du vieux prieuré duquel ne reste qu’une tour. Il fait venir nombre de planteurs écossais et la ville grandit rapidement. À cause de la faible profondeur du Strangford Lough, la ville n’a jamais développé d’activité portuaire. Les marchandises sont livrées à Donaghadee, une ville proche, située elle sur la Mer d'Irlande. Au lieu de cela, elle devient rapidement un  centre commercial, développant un marché attractif avec la construction en 1770 de Market House sur Conway Square. Ce marché hebdomadaire est toujours actif au début du XXIe siècle.
Le 10 juin 1798, le matin du Pike Sunday, pendant la Rébellion irlandaise de 1798, une force composée des Irlandais Unis, venant principalement de Bangor, Donaghadee, Greyabbey et Ballywalter tente d’occuper la ville de Newtownards. Ils sont accueillis à coups de mousquets par les habitants de la ville retranchés dans Market House et sont repoussés. 
Newtownards est reliée à Belfast par une voie ferrée via Comber et Dundonald en 1850. La voie est prolongée jusqu’à Donaghadee en 1861. La même année la population de la ville atteint les 9 500. Comme l’économie de la ville est de plus en plus liée à Belfast, la ville continue à prospérer et devient une cité dortoir avec une migration pendulaire quotidienne vers Belfast. La population de Newtownards atteint 13 100 habitants en 1961 et double pour atteindre 27 800 avant la fin du siècle.
Pendant le conflit nord-irlandais, Newtownards a été la cible d’une voiture piégée le 5 juillet 1993 devant le Roma’s Bar dans Regent Street. L’attaque revendiquée par l’IRA Provisoire ne fit aucune victimes malgré les 700 kilos d’explosif utilisés.

## Démographie
Avec une population comprise entre 18 000 et 75 000 habitants, Newtownards est classée parmi les « grandes villes nord-irlandaises » par l’Agence nord-irlandaise de statistiques et recherches. La population forte de ses 27 821 habitants se découpe comme suit:
- 22,2 % de moins de 16 ans et 51,7 % de plus de 60 ans.
- 8,4 % se déclare catholique et 85,9 % protestant
- 3,6 % de la population entre 16 et 74 ans est au chômage

## Lieux à visiter

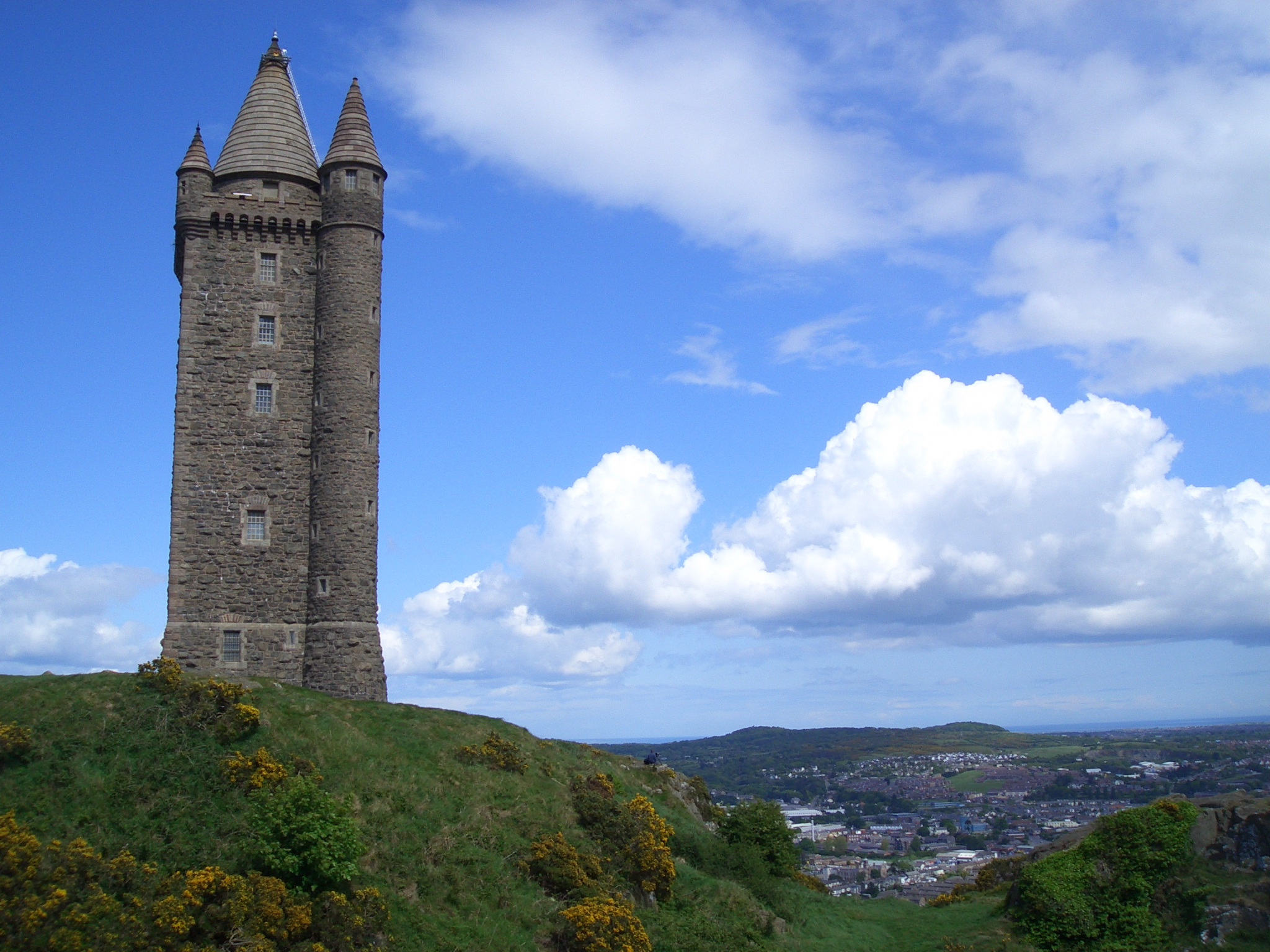
Scrabo Tower (avec Newtownards en arrière-plan)

La ville de Newtownards est dominée par la Scrabo Tower, haute de 41 mètres. Elle a été érigée en  hommage à Charles Stewart troisième Marquis de Londonderry en reconnaissance de son action pendant la grande famine de 1845-1849. Elle est aujourd’hui ouverte au public et propose en son sein un musée historique sur la région.

## Sports

### Football
Le principal club de la ville est le Ards FC qui joue en Championnat d'Irlande du Nord de football. Fondé en 1902, il joue ses matchs à domicile au Dixon Park à Ballyclare. Atrds a été une fois champion d'Irlande du Nord en 1958 et a gagné quatre fois la Coupe d'Irlande du Nord de football.

### Rugby à XV
Ards Rugby Football Club joue à Lansdowne Road au sud de la ville. Le club joue en troisième division irlandaise. Plusieurs joueurs internationaux irlandais et membres des Lions britanniques sont issus du club : Blair Mayne, Phil Matthews et Nigel Carr.

### Cricket
Ards Cricket Club joue en première division d'Irlande du Nord. Le terrain du club est le Londonderry Park. Le club joue toutefois dans l’ombre de ses deux grands voisins North Down et Bangor qui jouent tous deux en Première division.

### Sport automobile
Entre 1928 et 1936, le RAC Tourist Trophy  se déroulait sur les routes autour de la ville et dans le Comté de Down. C’était à l’époque le plus grand événement sportif d’Irlande du Nord, accueillant jusqu’à 250 000 spectateurs.

## Personnalités liées à la ville
- Eddie Irvine, pilote de Formule 1 né à Conlig, une ville proche, mais qui a fait toutes ses études à Newtownards.
- Alan Fettis, gardien de but international nord-irlandais y est né en 1971.
- Paddy Mayne, officier de l'armée de terre britannique. C'est l'un des trois membres fondateurs (avec Jock Lewes et David Stirling) du Special Air Service (SAS) pendant la Seconde guerre mondiale.